# César Ozcoz Calvo
César Ozcoz Calvo (Alfaro, 10 d'abril de 1918 - Barcelona, 9 d'abril de 2003) fou un futbolista espanyol de les dècades de 1930 i 1940.

## Trajectòria
Va ser jugador del FC Barcelona les temporades 1936-37 i 1937-38, disputant aquesta darrera temporada el Campionat de Catalunya, on es proclamà campió. Durant la temporada 1940-41 fou jugador del CE Europa.